# Jan de Bisschop

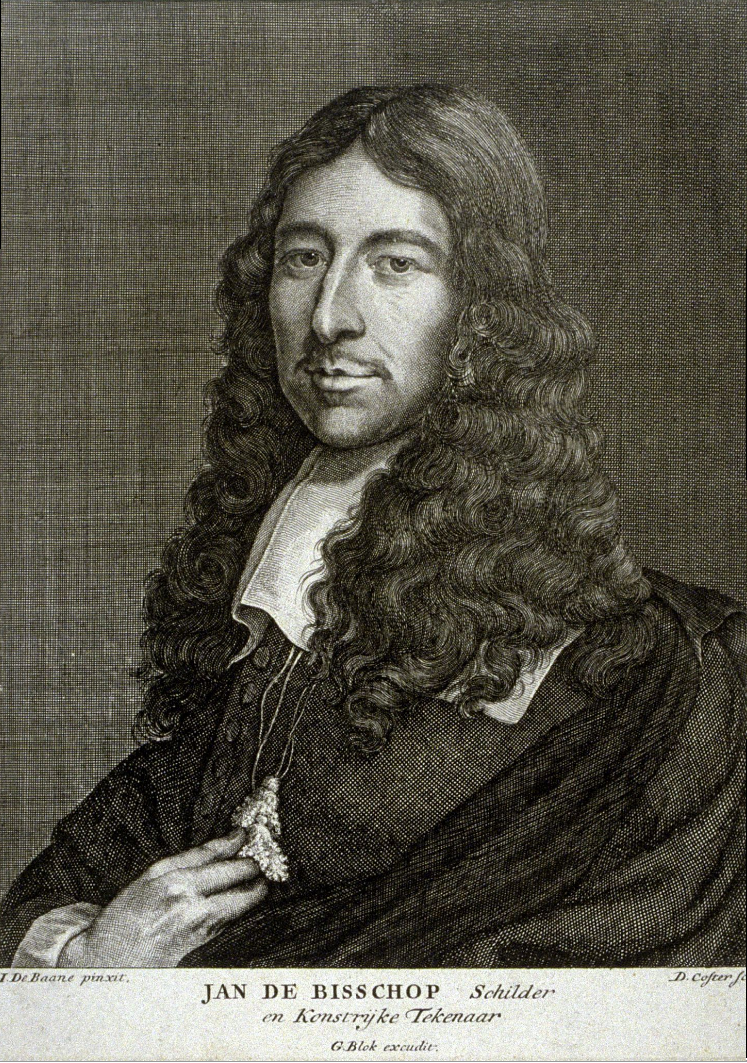
Jan de Bisschop, um 1700 gestochen von David Coster (1686–1752) nach einem Bildnis von Jan de Baen, um 1670

Jan de Bisschop, auch Giovanni Episcopio, Joannes Episcopius, Janus de Episcopius, Johannes Episcopius sowie Monogrammist JE (* Mai, Juni oder Juli 1628 in Amsterdam; † 6. oder 7. November 1671 in Den Haag), war ein niederländischer Grafiker und Rechtsanwalt.

## Leben
Jan de Bisschop war Sohn des Amsterdamer Kaufmanns Harmen Jansz. de Bisschop (1588–1637), des Sprosses einer Familie von Notaren aus Gent, und dessen Ehefrau Aaltje Adriaensz. van Noort (* 1603). Durch seinen Großvater Jan Philipsz. de Bisschop (1549–1623), der als einer der Investoren der Niederländischen Ostindien-Kompanie beim Tod ein Vermögen von 120.000 Gulden hinterließ, konnte sich die Familie ein stattliches Wohnhaus an der Keizersgracht 97 leisten. In den Jahren 1649 bis 1652 studierte er Rechtswissenschaft an der Universität Leiden. 1652 promovierte er mit der Schrift Disputatio juridica inauguralis de mari. Am 8. Mai desselben Jahres wurde er am Gerichtshof in Den Haag als Rechtsanwalt zugelassen. Im Haag heiratete er am 2. Dezember 1652 Anna Baerle, Tochter des Caspar Barlaeus, Professor am Amsterdamer Athenaeum.

Blick am Rhein in Düsseldorf über den Kran am Alten Hafen in Richtung der Zitadelle (links)

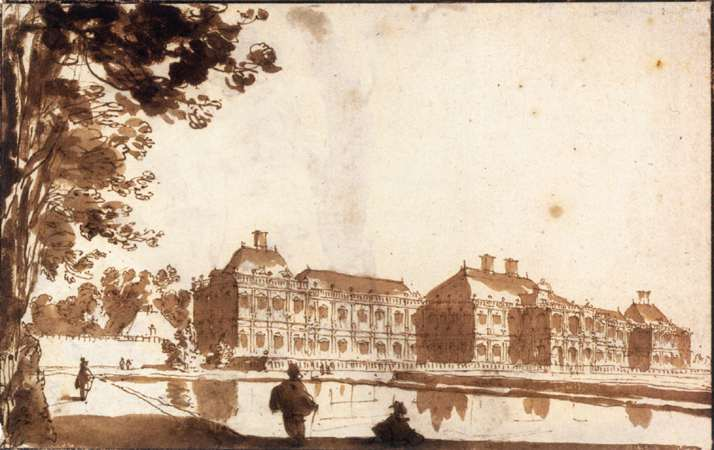
Ansicht von Huis ter Nieuburch bei Rijswijk

Seine ersten bekannten Zeichnungen zeigen Ansichten von Amsterdam, Bergen op Zoom, Hoogstraten, Mechelen sowie Brüssel und stammen aus den Jahren 1648 und 1649. Aus seiner Studienzeit sind Landschaften der Umgebung von Leiden bekannt. Auf eine „Lehrzeit“ bei Bartholomeus Breenbergh in Amsterdam, vielleicht zwischen 1644 und 1648, deuten sowohl Ähnlichkeiten im Zeichenstil als auch die Aneignung der Radiertechnik sowie die Reproduktion zweier Gemälde des Meisters, die 1644 und 1647 entstanden waren.
Möglicherweise verbrachte er einige Monate in Italien. Angenommen wird eine Reise im Sommer 1657, auf der über 75 Veduten, etwa von Albano, Bracciano, Velletri, Tivoli, Neapel sowie Rom und Umgebung, und außerdem etliche Studien römischer Monumente (Kolosseum, Santi Cosma e Damiano, San Gregorio, Santa Sabina, Gräber der Horazier, Cestius-Pyramide, Kapitol, Lateran, Faustinatempel, Tore San Lorenzo, San Paolo und Santa Maria del Popolo sowie Ponte Molle) entstanden. Zeichnungen antiker Reliefs (Album im Victoria and Albert Museum) dagegen, die stilistisch einer späteren Phase angehören, entstanden nicht auf einer zweiten Romreise, sondern als Kopien nach den 50 Kupferstichen in François Perriers Icones et segmenta e marmore tabularum (1. Edition Rom 1645, dann nach Juni 1650 auch Paris).
Bisschop war in Den Haag eng mit Angehörigen der Familie Huygens befreundet. Auf den Einfluss Constantin Huygens’ d. Ä. werden seine klassische Orientierung sowie seine Bewunderung für Nicolas Poussin und andere zeitgenössische französische Künstler zurückgeführt. Darauf deuten seine kunsttheoretischen Anschauungen und seine Bemühungen, die noch in mittelalterlichen Vorschriften eingebundenen Gilden zu ersetzen. 1659 und 1662 zum Sekretär der örtlichen Confrérie Pictura nominiert, lehnte er dieses Amt jedoch anscheinend aus beruflichen Gründen ab. In einem Brief vom 20. Januar 1661 schrieb Constantin Huygens d. J. an seinen Bruder Christiaan in Paris, Bisschop habe mit vier oder fünf anderen eine „Academie de peintres“ etabliert. Viermal wöchentlich zeichneten sie nach einem nackten Modell namens Antonij. Bisschops druckgrafisches Werk besteht ausschließlich aus Radierungen und wurde neben Einzelbildnissen in zwei Publikationen veröffentlicht.
Bisschop starb im Alter von 43 Jahren an Tuberkulose.

## Veröffentlichungen
- Disputation juridica inauguralis de mari. Dissertation, Leiden 1652.
- Signorum veterum icones. Zwei Bände, Den Haag 1668/1669.
- Paradigmata graphicus variorum artificum. Zwei Bände, Den Haag 1671.